# Beautiful Thing
Beautiful Thing (tj. Krásná věc) je britský film režisérky Hettie MacDonaldové z roku 1996, který pojednává o vztahu dvou teenagerů. Film byl natočen podle stejnojmenné divadelní hry Jonathana Harveye.

## Děj
Film se odehrává na londýnském předměstském sídlišti Thamesmead v Bexley. Jamie a Ste, kteří bydlí vedle sebe v jednom domě, chodí do stejné školy. Jamie bydlí se svou matkou Sandrou, která pracuje jako servírka a snaží se získat licenci na provoz vlastní hospody. Jejím přítelem je o několik let mladší Tony. Ste žije se svým otcem alkoholikem a starším bratrem. Když se jednou Jamieho matka vrací večer z práce, potká Stea, který odmítá jít domů, protože ho otec a bratr opět zbili. Přespí proto u Jamieho v pokoji. Stejně tak i druhou noc, protože ho doma opět zmlátili. Spí v jedné posteli a dojde mezi nimi k sexuálnímu kontaktu. Ste druhý den ráno uteče z pokoje do svého bytu. Na párty, která se koná večer, mu Jamie vyzná lásku. Ste sice nejprve podrážděně odmítne, ale i on je zamilovaný. Jamie ukradne v trafice časopis pro gaye, kde najde inzerát na hospodu pro homosexuály a se Steem se tam vydají. Matka se ze školy doví, že jejího syna šikanují spolužáci kvůli homosexualitě a objeví v jeho pokoji gay časopis. Proto oba sleduje a zjistí, kam spolu odjeli. Po jeho návratu se pohádají a matka prozradí, že dostala nabídku vést hospodu v jihovýchodní části Londýna ve čtvrti Rotherhithe. Také se rozejde s Tonym. Jamie se s matkou usmíří a přemluví ji, aby s nimi jela do gay podniku. V závěrečné scéně Jamie a Ste tančí mezi domy sousedům pod okny na píseň Dream a Little Dream od Cass Elliot. Matka se k nim přidá a tančí se sousedkou Leahou.

## Obsazení
| Linda Henry   | Sandra Gangel          |
| Glen Berry    | Jamie Gangel, její syn |
| Scott Neal    | Ste Pearce             |
| Tameka Empson | Leah Russell           |
| Ben Daniels   | Tony                   |

## Divadelní hra
Divadelní hra, která byla předlohou filmu, měla premiéru 28. července 1993 v londýnském Bush Theatre v režii Hettie MacDonaldové. Hra hostovala i v dalších londýnských divadlech a v roce 1996 byla zfilmována pro Channel Four Films.